# دیوید اوکرکه
دیوید اوکرکه (زاده ۲۹ اوت ۱۹۹۷) یک بازیکن فوتبال اهل نیجریه است که برای باشگاه ورزشی غازی عینتاب اف.کی در پست مهاجم  بازی می‌کند.